# De Antwoordman
De Antwoordman was een radioprogramma van de AVRO, dat in Nederland begin jaren 50 werd uitgezonden.
Het programma, ingeleid door Netty Rosenfeld, had telkens dezelfde mysterieuze presentator en werd op dinsdagavond en donderdagochtend uitgezonden door de AVRO radio. De Antwoordman beantwoordde in de een kwartier durende uitzending brieven met vragen van luisteraars, die varieerden van vragen over het oude Rome tot de herkomst van de naam Schiphol. Tussen de antwoorden door maakte deze anonieme presentator opmerkingen over de zegeningen van de Amerikaanse samenleving, de sterkte van de Amerikaanse economie en de politieke gevangenen achter het IJzeren gordijn. Deze verkapte vorm van propaganda werd in eerste instantie door vrijwel niemand opgemerkt.
Op 11 augustus 1951 onthulde de Volkskrant dat De Antwoordman gecreëerd was door de Bruce Chapman-organisatie uit Parijs, een publiciteitsbureau in dienst van de Marshall-organisatie. De Antwoordman heette in werkelijkheid Ven Schadd en was een oud-medewerker van de Rijksvoorlichtingsdienst, die inmiddels voor de Bruce Chapman-organisatie werkte. Het vraag- en antwoordspel bleek niets anders dan camouflage voor de propaganda "voor de economische en militaire hulpprogramma's van het State Department in het bijzonder en voor de Amerikaanse gedachten in het algemeen", aldus de Volkskrant. Het programma was, net als in andere Europese landen, erop gericht de luisteraar ongemerkt ontvankelijk te maken voor de (anti-communistische) ideologie achter de Marshall-hulp.
De AVRO bleek van de gedachte achter dit programma uitstekend op de hoogte. AVRO-voorzitter Willem Vogt trachtte de gemoederen te sussen, door te zeggen dat hij in de overeenkomst met de Amerikaanse propagandadienst niet "iets berispelijks" kon zien en dat het programma weliswaar voorbereid en betaald werd door de ECA (de Amerikaanse organisatie die de Marshallhulp uitvoerde), maar dat de AVRO de eindredactie in handen had. Hij werd niet geloofd. Doordat AVRO-presentatrice Netty Rosenfeld de vragen inleidde, werd de indruk gewekt dat het om een onafhankelijke activiteit van de AVRO ging, maar in werkelijkheid volgde Rosenfeld een draaiboek dat door de ECA werd aangeleverd.
Uiteindelijk besloot de ECA, "om zelfs de geringste vorm van misverstand uit de weg te ruimen", de stekker uit het programma te trekken. In de allerlaatste uitzending op 29 augustus 1951, 18 dagen na de onthulling door de Volkskrant, waren de vragen geheel gericht op het programma zelf.
AntwoordmanDe AVRO heeft een leuke rubriek tegen weinig of geen kosten en de ECA heeft er nu eenmaal plezier in een groot bureau in stand te houden om de vragen die ze krijgt goed te beantwoorden. Maar helaas was dit nu door de pers onmogelijk gemaakt.
RosenfeldJa maar, Antwoordman, hebben de mensen dan geen eigen gezond verstand om de werkelijkheid te zien?
AntwoordmanDat is juist de moeilijkheid. Nee, tenminste niet alle mensen. In een in de grond fatsoenlijk land als het onze scheppen blijkbaar enkelen er behagen in om bij gebrek aan misstanden die zelf te bedenken.
Met deze woorden verdween De Antwoordman voorgoed uit de ether.